# كأس إيطاليا 1958
كأس إيطاليا 1958 (بالإيطالية: Coppa Italia 1958)‏ هو الموسم 11 من كأس إيطاليا. أقيم خلال الفترة 8 يونيو 1958 وحتى 4 نوفمبر 1958، وأشرف على تنظيمه Lega Nazionale Professionisti ‏، وكان عدد الأندية المشاركة فيه 32، وفاز فيه نادي لاتسيو.